# Dècada del 880 aC
La dècada del 880 aC comprèn el període que va des de l'1 de gener del 889 aC fins al 31 de desembre del 880 aC.

## Esdeveniments
- Nova capital Assíria a Nimrud.

## Personatges destacats
- Assurnasirpal II